# Kfar Silver
Kfar Silver (hebrejsky כְּפַר סִילְבֶר, doslova „Silverova vesnice“, v oficiálním přepisu do angličtiny Kefar Silver) je vzdělávací komplex a obec v Izraeli, v Jižním distriktu, v Oblastní radě Chof Aškelon.

## Geografie
Leží v nadmořské výšce 59 metrů v pobřežní nížině, v regionu Šefela.
Obec se nachází 5 kilometrů od břehu Středozemního moře, cca 47 kilometrů jihojihozápadně od centra Tel Avivu, cca 60 kilometrů jihozápadně od historického jádra Jeruzalému a 3 kilometry východně od města Aškelon. Kfar Silver obývají Židé, přičemž osídlení v tomto regionu je etnicky převážně židovské.
Kfar Silver je na dopravní síť napojen pomocí dálnice číslo 4, jež vede podél západního okraje obce. S ní paralelně probíhá i železniční trať z Tel Avivu. Ta zde má stanici nazvanou Aškelon.

## Dějiny
Kfar Silver byl založen v roce 1957. Jde o středoškolský vzdělávací komplex pro mládež, pojmenovaný podle Abba Hillela Silvera, sionistického předáka z USA. Studuje zde cca 1000 žáků. Sedmdesát procent z nich jsou noví židovští imigranti. V roce 2003 obdržel Kfar Silver od ministra školství cenu za vynikající výsledky. Kromě vlastního studia se žáci podílejí na provozu zemědělské farmy, která obklopuje školu. Funguje zde i zoologická zahrada, útulek pro psy, záchranná ptačí stanice, plavecký bazén, sportovní areály, knihovna, internát a synagoga.

## Demografie
Podle údajů z roku 2014 tvořili naprostou většinu obyvatel v Kfar Silver Židé (včetně statistické kategorie "ostatní", která zahrnuje nearabské obyvatele židovského původu ale bez formální příslušnosti k židovskému náboženství).
Jde o menší obec vesnického typu s dlouhodobě klesající populací. K 31. prosinci 2014 zde žilo 222 lidí. Během roku 2014 populace klesla o 6,3 %.
| Rok            | 1972 | 1983 | 1995 | 2001 | 2003 | 2004 | 2005 | 2006 | 2007 | 2008 | 2009 | 2010 | 2011 | 2012 | 2013 | 2014 |
| -------------- | ---- | ---- | ---- | ---- | ---- | ---- | ---- | ---- | ---- | ---- | ---- | ---- | ---- | ---- | ---- | ---- |
| Počet obyvatel | 178  | 331  | 351  | 329  | 334  | 322  | 316  | 316  | 319  | 314  | 273  | 260  | 222  | 236  | 237  | 222  |